# Báta

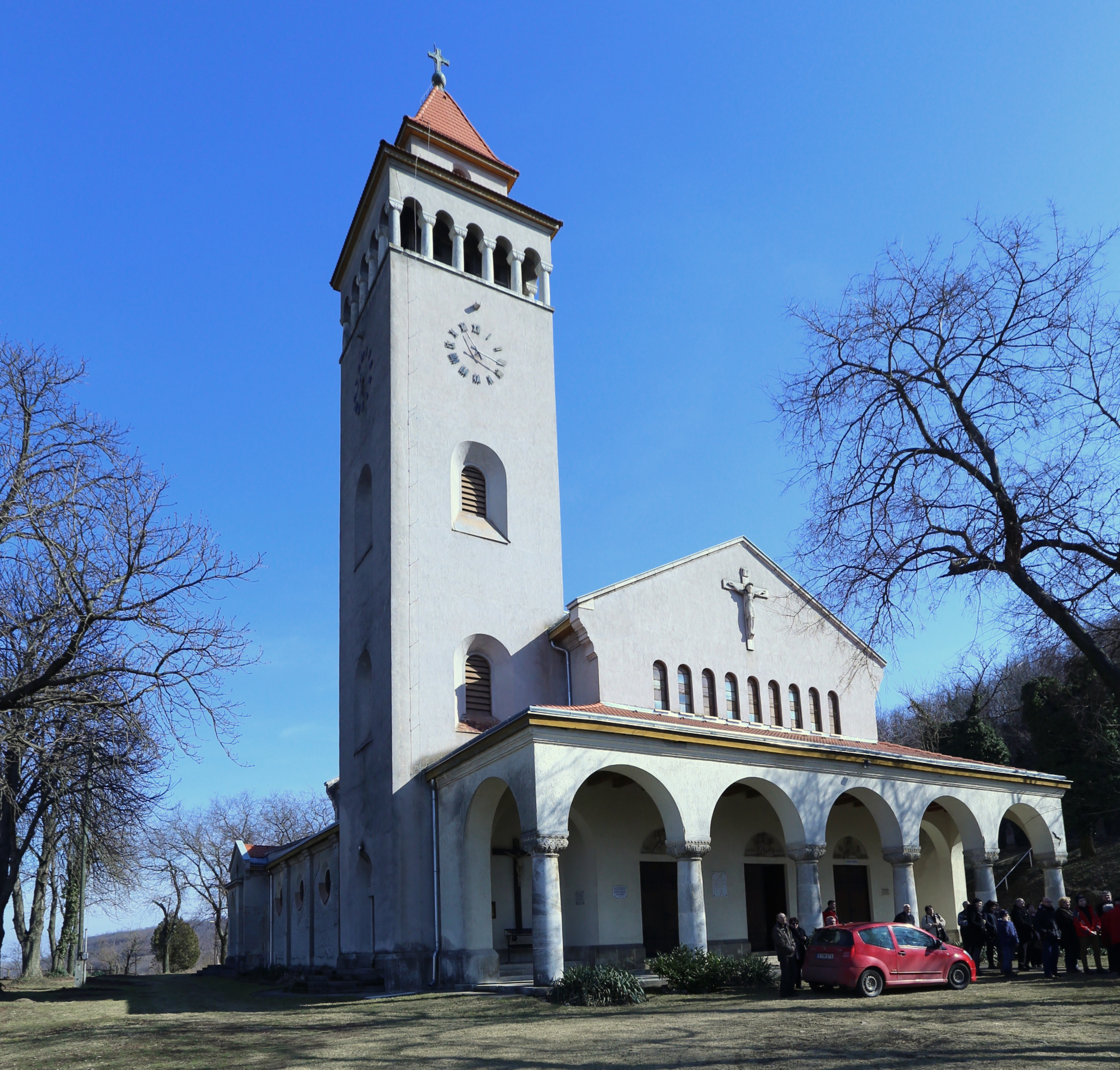
Szent Vér-templom, Báta

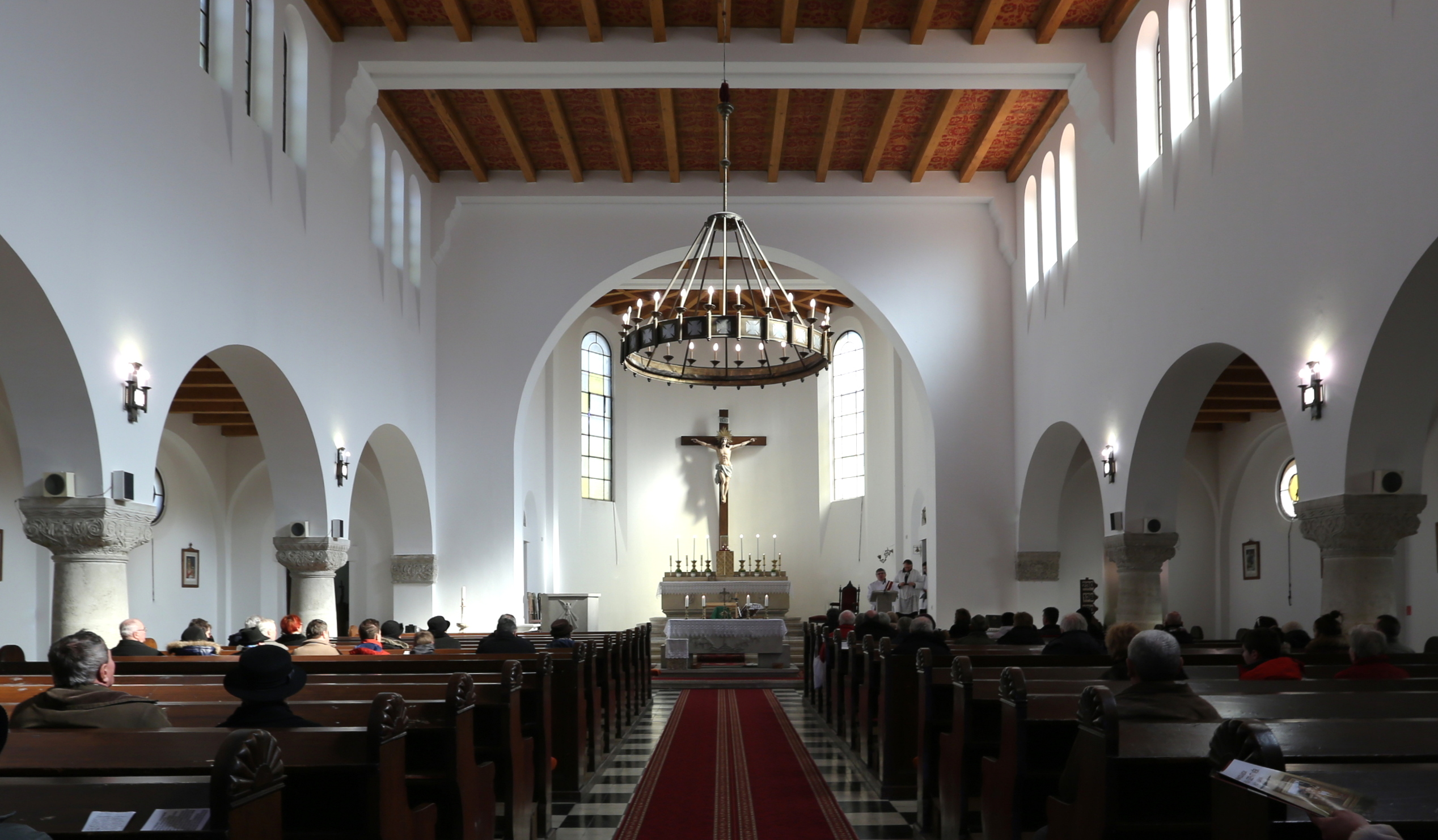
Szent Vér-templom, Báta

Báta község Tolna vármegyében, a Szekszárdi járásban.

## Fekvése
A falu mintegy 5 kilométer hosszan elnyúló zsáktelepülés a Szekszárdi-dombság Dunára lefutó dombvonulatának lábánál, Tolna, Baranya és Bács-Kiskun vármegyék hármashatára mellett.
A közvetlenül határos települések: észak felől Alsónyék és Pörböly, északkelet felől Baja, kelet felől Szeremle, délkelet felől Dunafalva (utóbbi három a Duna túlsó partján, Bács-Kiskun vármegyében fekszik), dél felől a baranyai Dunaszekcső, északnyugat felől pedig Bátaszék. Nyugat felől a legközelebbi település a szintén Baranya vármegyéhez tartozó Palotabozsok, de közigazgatási területeik nem érintkeznek.
Keletről a Duna és a Gemenci erdő határolja; keleti része a Duna árterületéhez tartozik, a Gemenci erdő része, és a Duna–Dráva Nemzeti Park révén országos szintű természetvédelmi oltalom alatt áll. A község területén találkozik egymással az Alföldhöz tartozó síkság folytatását képező Tolnai Sárköz és a Dunántúli-dombsághoz csatlakozó Dél-Baranyai-dombság. A dombhátakat jelentős szőlőterület, a sík vidéket szántóföldek és ártéri erdő borítja.

### Megközelítése
A település nyugati határában nagyjából észak-déli irányban elhalad a Szekszárd térségétől Mohácson át a déli országhatárig vezető 56-os főút. Ez a község legfontosabb közúti megközelítési útvonala; központjába azonban csak az 51 168-as számú mellékút vezet be. Pörböly felől a Duna védgátján kerékpárral is elérhető. Északi külterületein áthalad az 55-ös főút egy rövid szakasza is.
Határszélét nyugaton, a központtól több kilométer távolságban érinti a Pécs–Bátaszék-vasútvonal, melynek valaha egy Báta vasútállomás megállási pontja is volt itt, de e vasútonalon 2009-ben megszűnt vonatközlekedés. Ma a falu legközelebbi vasúti csatlakozási lehetősége a tőle mintegy 10 kilométerre lévő, négy vasútvonal által is érintett Bátaszék vasútállomás.

## Története
A települést már a pécsváradi apátság 1015. évi hamis privilégiumlevele is említi Bátatő néven. 1093-ban Szent László király állítólag a környéken élő besenyők megtérítése céljából alapított itt egy bencés apátságot. A 13. század végén az apátság királyi kegyuraság helyett magán kegyúr fennhatósága alá került, s a 14-15. századból több oklevél is fennmaradt a Becsei családdal folytatott birtokpereiről. Egy 1403. évi a első, amely említi a bátai apátság Báta nevű birtokát, ahol az apát tisztjei és nemes jobbágyai éltek. 
A Dózsa György-féle parasztfelkelésében az alföldi városok polgáraival együtt a bátaiak is részt vettek. A felkelés leverése után a parasztsereg által elkövetett hatalmas pusztítás miatt Baja után (572 forint 40 dénár) Bátától (519 forint 93 dénár) követelték a legmagasabb összegű kártérítést. 
A törökök 1529-ben égették fel először, majd 1539-ben teljesen elpusztították a települést.1545-ben összeírták a Tolnához tartozó dunai kikötők jövedelmeit, itt Báta város jövedelme 24 777 akcséval szerepelt, ebből vámjövedelem 14 274, fejadó 82 ház után házanként 50 akcséval számítva 4100 akcse, hal fele 2886, hal tized 2400, kapuadó 2259 akcse volt. 1559-ben, amikor Decs, Nyék és Bátaszék üresen állt, Bátán 12 , Pilisen 6 adózó portát írtak össze. A bátai apátságot az 1680-as években Jány János udvari tanácsos kapta meg Lipót császártól, tehát nem pap. A pilisiek, decsiek, bátaiak azonban nem az udvari tanácsosnak, hanem testvérének, Jány Ferenc szerémi püspöknek, csornai prépostnak küldték panaszos és könyörgő leveleiket, aki csak 1688-ban kapta meg a bátai javadalmat.
Egy 1711-es összeírásban 75 jobbágy- és 6 zsellér-családfő szerepel. 
A településen 1741-ben szentelték fel a katolikus templomot, s nem sokkal később megnyitották az első református gyülekezeti házat is. 
Az 1848-49-es szabadságharc idején a császári seregek porig égették a falut, de a lakosság szerencsésen megmenekült és újjáépítette. 
Az 1901-es népszámlálás szerint akkor már 4119-en éltek Bátán. Az egykori apátság helyén 1939-ben épült a Szent Vér temploma.

## Közélete

### Polgármesterei
- 1990–1994: Vöő József (SZDSZ)[3]
- 1994–1998: Vöő József (SZDSZ-KDNP)[4]
- 1998–2002: Vöő József (FKgP-KDNP)[5]
- 2002–2006: Sziebert György (független)[6]
- 2006–2010: Sziebert György (független)[7]
- 2010–2014: Huszárné Lukács Rozália Anna (Fidesz-KDNP)[8]
- 2014–2019: Huszárné Lukács Rozália Anna (Fidesz)[9]
- 2019–2024: Huszárné Lukács Rozália Anna (Fidesz-KDNP)[10]
- 2024– : Sebestyén István (független)[1]

## Népesség
A település népességének változása:
| Lakosok száma | 1742 | 1720 | 1683 | 1448 | 1397 | 1382 | 1401 |
|               | 2013 | 2014 | 2015 | 2021 | 2022 | 2023 | 2024 |

A 2011-es népszámlálás során a lakosok 87,1%-a magyarnak, 7,9% cigánynak, 1,8% németnek, 0,2% románnak mondta magát (12,6% nem nyilatkozott; a kettős identitások miatt a végösszeg nagyobb lehet 100%-nál). A vallási megoszlás a következő volt: római katolikus 61,7%, református 5,9%, evangélikus 0,3%, felekezeten kívüli 13,8% (18% nem nyilatkozott).
2022-ben a lakosság 88,7%-a vallotta magát magyarnak, 8,2% cigánynak, 1,4% németnek, 0,3% szerbnek, 0,1% románnak, 0,1% lengyelnek, 1,1% egyéb, nem hazai nemzetiségűnek (11,3% nem nyilatkozott; a kettős identitások miatt a végösszeg nagyobb lehet 100%-nál). Vallásuk szerint 50,7% volt római katolikus, 3,7% református, 0,1% evangélikus, 0,1% görög katolikus, 0,6% egyéb keresztény, 1% egyéb katolikus, 13,1% felekezeten kívüli (30,6% nem válaszolt).

## Nevezetességek
- Fazekasház
- Czencz János Archiválva 2014. május 19-i dátummal a Wayback Machine-ben Emlékmúzeum
- Fekete Gólya Ház
- Halászház
- Szent Mihály-templom Archiválva 2014. április 26-i dátummal a Wayback Machine-ben
- Szent Vér-templom
- Szivattyútelep
- Tájház Archiválva 2014. május 10-i dátummal a Wayback Machine-ben
- Kálvária Archiválva 2013. december 7-i dátummal a Wayback Machine-ben
- Református templom
- Ispánkerti vendégház

## Légi felvételek

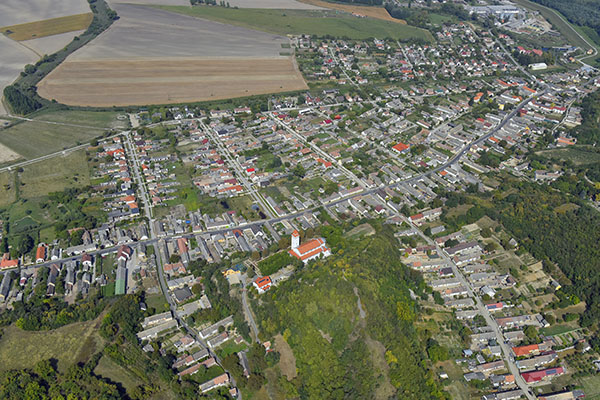
Báta légi felvételen
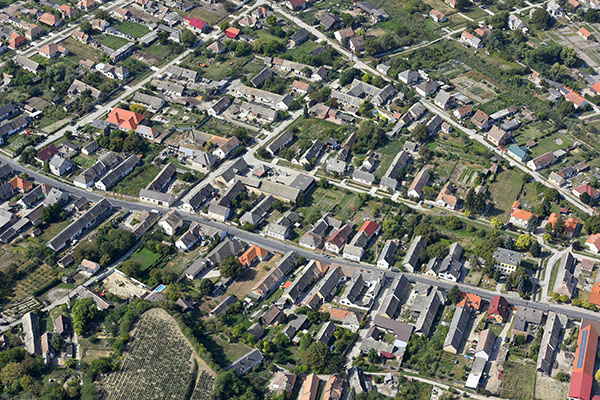
Báta látképe madártávlatból
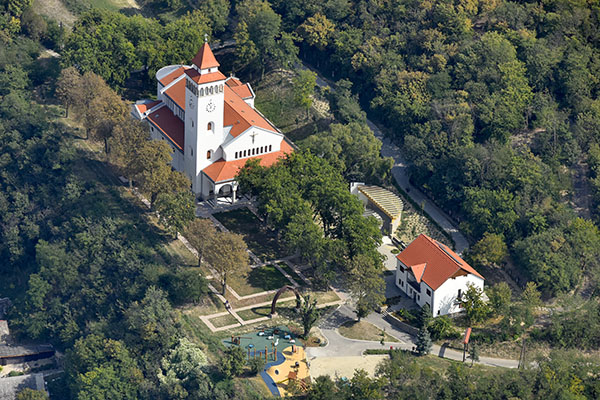
Báta, templom légi fotón
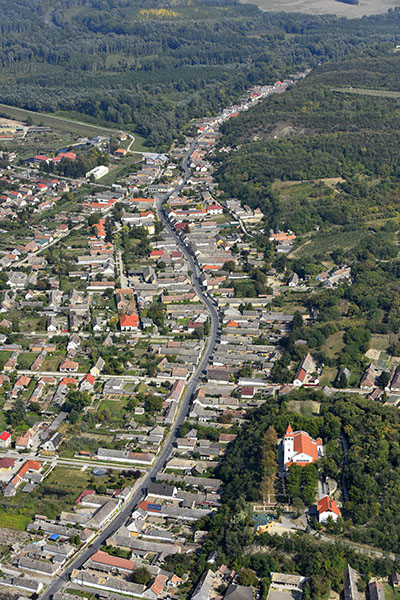
Báta a magasból

## Rendezvények
- Magyar Kultúra Napja
- Bátai Szüreti Fesztivál
- Keszeg fesztivál
- Falunap
- Hímestojás Fesztiválra (képek)
- Múzeumok Éjszakája
- Szent Vér búcsú
- (...foci kupák, ifjúsági találkozók, Majális, Csóka nap, Roma nap Tambura Találkozó, Sárközi lakodalom stb.)

## Kultúra
- Bátai Tamburazenekar
- Vadvirág Cigány Gyermek Tánccsoport
- Közel 80 éves múlttal rendelkező tánccsoport működik. A Bátai Bokréta, Bátai Népi Együttes,  "Sárköz" Hagyományőrző Egyesület, mostanra a Bátai "Sárköz" Néptánc Együttes néven.
- Római Katolikus Plébánia
- Református Egyházközség (Bátai Református Leányegyházközség)
- Múzeumok – Tárlatok ( a nevezetességek címszó alatt felsorolt épületek, helyszínek)
- Civil szervezetek
- Sport – Báta KSE labdarúgó szakosztály
- Badra hastánccsoport
- Bátai Amazonok

## Sport

### Labdarúgás
A település csapata a Báta KSE, egy 1937-ben alapított amatőr magyar labdarúgócsapat, amely a Baranya vármegyei harmadosztályban szerepel.
Legnagyobb bajnoki sikere az 1974–1975-ös szezonban volt, mikor a csapat a Tolna megyei első osztályban szerepelt. A 2012–2013-as szezontól a csapat a Baranya megyei bajnokságban szerepel.
A bátai csapat rendelkezik Tolna vármegye egyik legnagyobb futballpályájával (110 × 65), melynek befogadóképessége 1360 fő.[forrás?]

## Híres emberek
- itt élt és alkotott Czencz János festőművész
- itt született Katona Tamás a magyarországi atomreaktor-diagnosztikai kutatások mérnök-fizikusa
- itt született Sümegi Mihály (1942–2023) kutatóvegyész, nanotechnológus